# Belzoni, Mississippi
Belzoni là một thành phố thuộc quận Humphreys, tiểu bang Mississippi, Hoa Kỳ. Năm 2010, dân số của thành phố này là 2 235 người.

## Dân số
- Dân số năm 2000: 2 688 người.
- Dân số năm 2010: 2 235 người.